# Landschaftsbibliothek
Die Landschaftsbibliothek mit Sitz in Aurich ist die größte wissenschaftliche Bibliothek in Ostfriesland und gleichzeitig eine der kleinsten geisteswissenschaftlichen Bibliotheken Niedersachsens. Um 1600 als Handbibliothek des Administratorenkollegiums der ostfriesischen Landstände gegründet, setzt sie nach dem Verkauf der fürstlichen Bibliothek im Jahre 1746 die Tradition staatlichen Buchbesitzes in Ostfriesland fort. Daraus leitet sie den Anspruch ab, ostfriesische Regionalbibliothek zu sein. Der Bestand der Landschaftsbibliothek wird durch das Land Niedersachsen sichergestellt.

## Geschichte

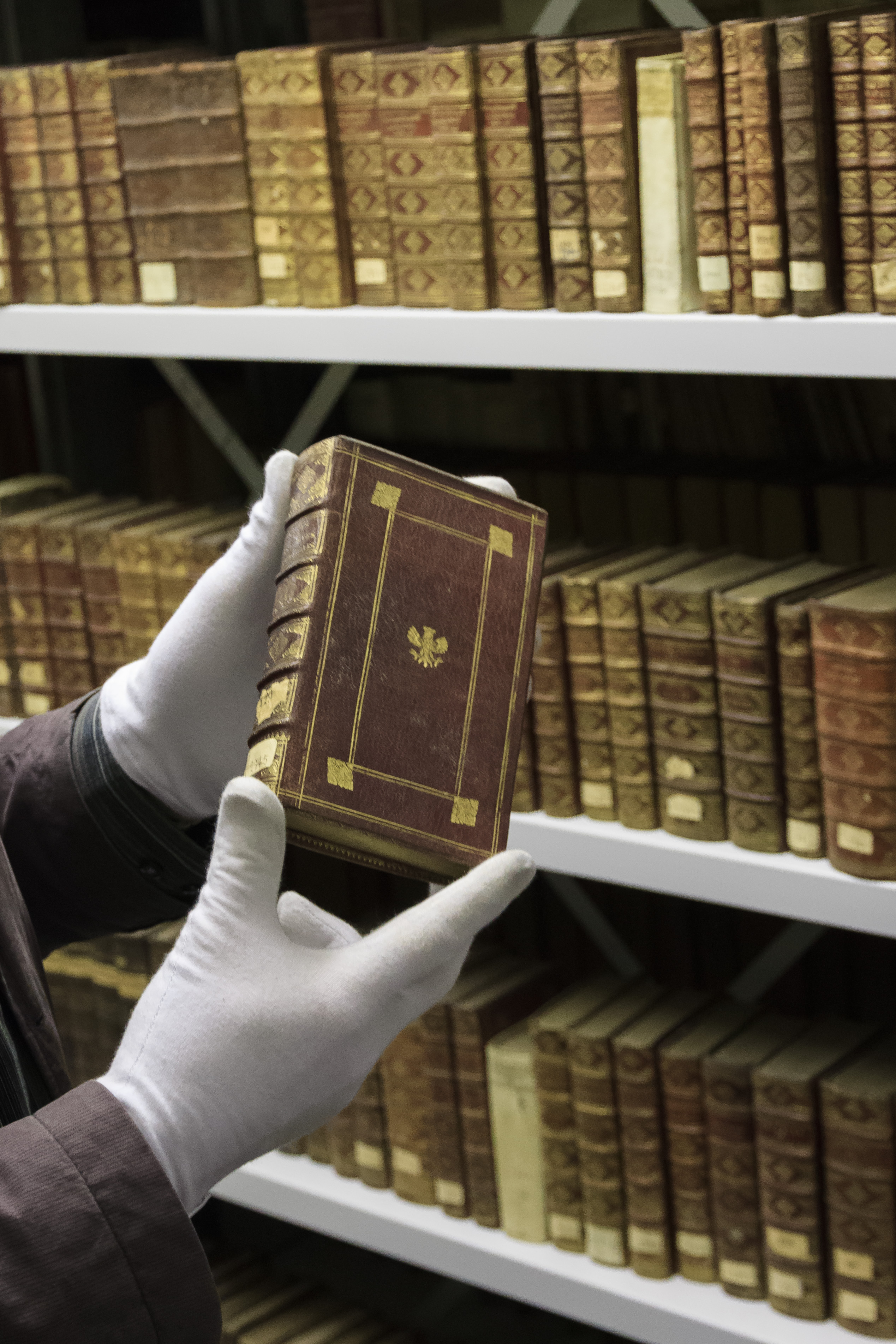
Im Bestand der Bibliothek befinden sich auch wenige Bücher aus dem Besitz der Grafen und Fürsten von Ostfriesland.

Das genaue Gründungsdatum der Landschaftsbibliothek ist unbekannt, jedoch gilt die Zeit um 1600 als sehr wahrscheinlich, als die Administratoren der ostfriesischen Landstände (als Vorläufer des Landschaftskollegiums) für ihre Verwaltungstätigkeit eine Handbibliothek anlegten. Damit ist die Bibliothek in ihren Ursprüngen eine Parlamentsbibliothek. Die Landstände hatten sich zu dieser Zeit, spätestens seit der Emder Revolution, als zweites politisches Machtzentrum neben dem Landesherrn etabliert und benötigten die Bibliothek sowohl für die Erledigung ihrer Aufgaben in der Landesverwaltung als auch zur Begründung ihres besonderen verfassungsrechtlichen und politischen Anspruchs. Der Buchbestand war daher lange vorwiegend juristisch orientiert.
Erstmals wird die Landschaftsbibliothek 1696 genannt. Aus diesem Jahr ist ein wahrscheinlich unvollständiges Inventarverzeichnis erhalten.
Als das einheimische Fürstenhaus 1744 ausstarb und Ostfriesland an Preußen fiel, ließ der neue Landesherr, Friedrich II., ab 1746 viele der ihm zufallenden Werte in der Region versteigern, darunter auch die ostfriesische Fürstenbibliothek aus dem Auricher Schloss, so dass heute kaum noch etwas davon erhalten ist. Nach dem Verkauf war die damalige Administratorenbibliothek die einzige in Ostfriesland, die Buchbestände von übergeordneter Bedeutung für die ganze Region unterhielt, auch wenn sie sich als reine Gebrauchsbibliothek für die Arbeit der Administratoren von der höfischen Sammlung unterschied. Vermutlich war der Buchbestand um 1764  in den Räumen des landschaftlichen Archivs im alten Auricher Schloss untergebracht.
In der ostfriesischen Bevölkerung war das Interesse an einer Bibliothek, welche sie mit wissenschaftlicher Literatur über die Region versorgen konnte, so hoch, dass Friedrich II. schon wenige Jahre nach der Veräußerung der fürstlichen Bibliothek die Kriegs- und Domänenkammer in Aurich anwies, eine öffentliche Bibliothek „zum Besten der Künste und Wissenschaften“ einzurichten. Neben dieser sogenannten Regierungsbibliothek blieb die Landschaftsbibliothek während des ganzen 18. Jahrhunderts als nichtöffentliche Gebrauchsbibliothek der landständischen Administratoren erhalten. 1791 wurde ein erster umfassender Katalog erstellt. Demnach bestand die Sammlung damals aus 307 Bänden.
In der Napoleonischen Zeit musste die Bibliothek unter holländischer Verwaltung 1810 mit dem übrigen Inventar der landständischen Verwaltung an die Besatzungsmacht abgeliefert werden.
Nach der Napoleonischen Zeit, der damit einhergehenden zwischenzeitlichen Abschaffung ihrer Privilegien und dem Übergang Ostfrieslands an das Königreich Hannover ordneten die Landstände ihre Aufgaben neu. So wurde aus der nicht öffentlichen Administratorenbibliothek eine öffentliche Bibliothek, die auch die Bestände der Regierungsbibliothek übernahm. 1820 wurde erstmals ein Erwerbungsprofil angelegt, das mit kleinen Veränderungen bis heute gilt. So wurde aus der vorwiegend juristisch orientierten Handbibliothek eine allgemeine geisteswissenschaftliche Bibliothek mit Schwerpunkt auf der Regionalgeschichte. Die Landschaftsbibliothek strebt „die möglichst vollständige Erwerbung der landesgeschichtlichen und landeskundlichen Literatur“ an, daneben soll „Literatur über die benachbarten Frieslande“ und „eine gewisse Auswahl der geisteswissenschaftlichen, insbesondere der geschichtswissenschaftlichen Literatur“ beschafft werden.
1821 gab die hannoversche Landdrostei die Büchersammlung an die Landschaft zurück. Die Bücher wurden in einem eigenen Raum im neu errichteten Landschaftsgebäude untergebracht.
1828 erwarb die Landschaftsbibliothek Teile der Bibliothek des Landsyndikus und Historikers Tilemann Dothias Wiarda. Seit 1840 verfügt die Bibliothek über einen eigenen Etat. Der Bestand wuchs jedoch nur langsam; die Prioritäten der Ostfriesischen Landschaft lagen in der hannoverschen und der darauf folgenden zweiten preußischen Zeit eher auf der Wahrung ihrer alten Privilegien. Der vorhandene Etat wurde selten ausgeschöpft. Von 1901 bis 1935 wurden nur 472 Neuerwerbungen verzeichnet, darunter viele Schenkungen.
Erst in den 1930er-Jahren begann die Landschaftsbibliothek mit dem gezielten Ankauf weiterer Buchbestände. In der Zeit des Nationalsozialismus gab es Pläne, die Bibliothek in eine „Ostfriesische Landesvolksbücherei“ einzubringen. Diese konnten jedoch ebenso abgewendet werden wie andere Versuche der Gleichschaltung.
Der Bücherankauf wurde in der Zeit des Zweiten Weltkriegs unterbrochen, aber ab den 1950er-Jahren fortgesetzt. Die Räumlichkeiten der Bibliothek, die nach 1945 im Dachgeschoss des Landschaftshauses untergebracht war, erwiesen sich bald als zu klein. Zu diesem Zeitpunkt umfasste der Bestand 18.000 Bände, der jedoch durch umfangreiche Zukäufe und Deposita stark anwuchs. So folgte 1956 der Umzug in ein nahe dem Landschaftsgebäude gelegenes Wohnhaus an der Hafenstraße. Dieses erwies sich bald als ungeeignet, so dass seit 1962 der Bau eines eigenen Bibliotheksgebäudes angedacht wurde. Dieser Plan konnte schließlich mit Unterstützung durch das Kuratorium der Stiftung Volkswagenwerk umgesetzt werden. Die Gesamtkosten des 1965 eingeweihten Baus betrugen 630.000 DM – einschließlich 30.000 DM für den Erwerb pädagogischer Literatur. Im Garten des Landschaftshauses entstand eine Magazinbibliothek mit kleinem Lesesaal und einer Magazinkapazität von 100.000 Bänden.
Seit 1987 ist die Landschaftsbibliothek dem Gemeinsamen Bibliotheksverbund (ehemals Bibliotheksverbund Niedersachsen) in Göttingen angeschlossen und erledigt Katalogisierung und Fernleihe im Online-Verbund.
Ende der 1980er-Jahre war der Magazinturm der Bibliothek voll, so dass ein Neubau erforderlich wurde. Dieser wurde 1992 mit finanzieller Unterstützung durch das Land Niedersachsen und die Niedersachsenstiftung begonnen. Am 31. August 1995 wurde das Gebäude durch den Ministerpräsidenten des Landes Niedersachsen offiziell eröffnet. Im Februar 1998 unterzeichnete das Land Niedersachsen einen Vertrag mit der Ostfriesischen Landschaft, der Trägerin der Landschaftsbibliothek. Das Land garantiert darin die Unterhaltung der Landschaftsbibliothek als besonders schützenswerte „überkommene Einrichtung“ und verspricht, ihren Bestand auf Dauer zu sichern.

## Personal
Bei ihrem Umzug in den Neubau im Garten des Landschaftshauses hatte die Bibliothek zwei Mitarbeiter, was sich jedoch aufgrund des wachsenden Bestands und der Zuweisung neuer Aufgaben schnell als unzureichend erwies. Heute beschäftigt sie sechs Mitarbeiter. Leiter der Bibliothek ist Heiko Suhr. Er ist Nachfolger von Paul Weßels, der 2023 in den Ruhestand verabschiedet wurde.

## Bestand

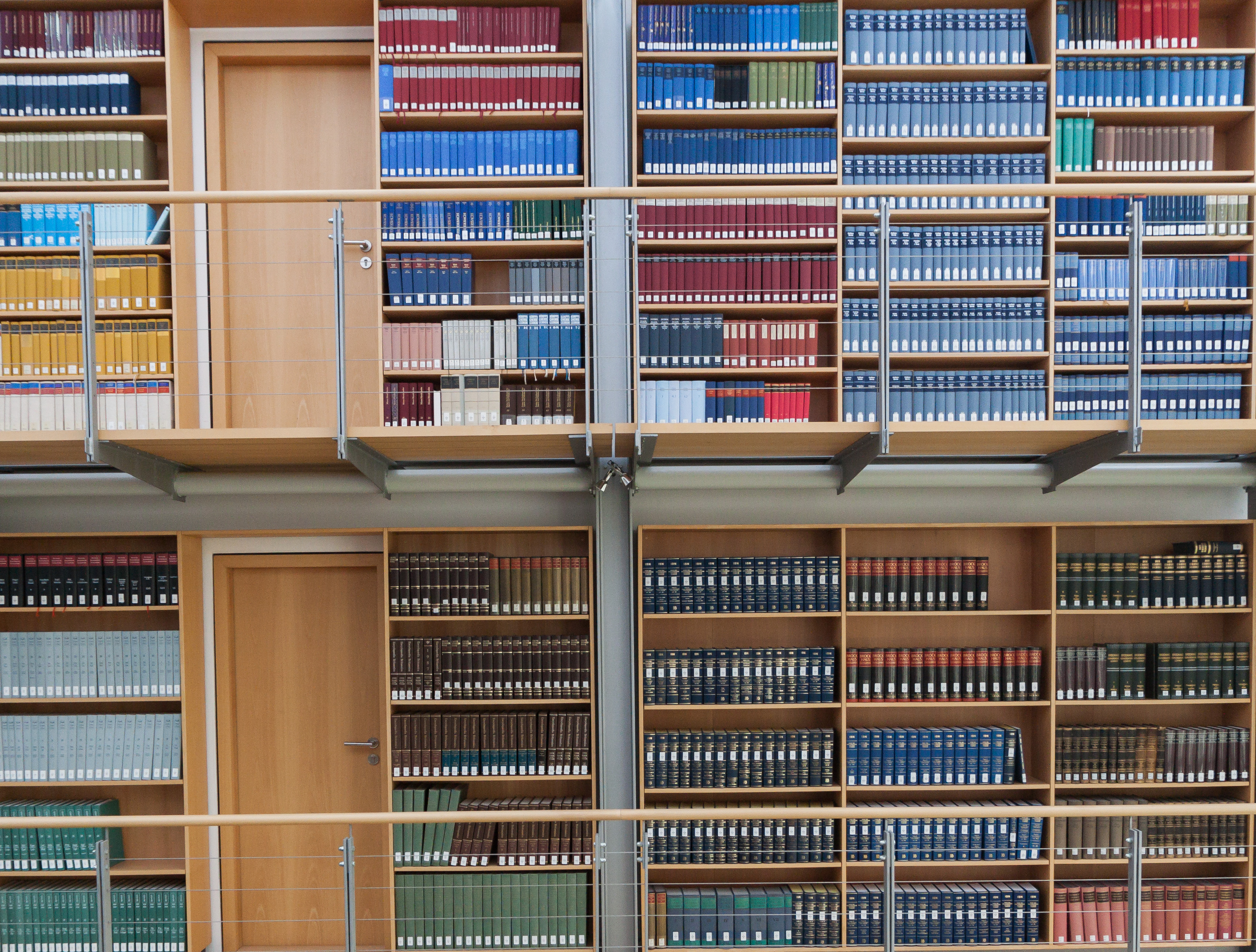
Blick in die Landschaftsbibliothek

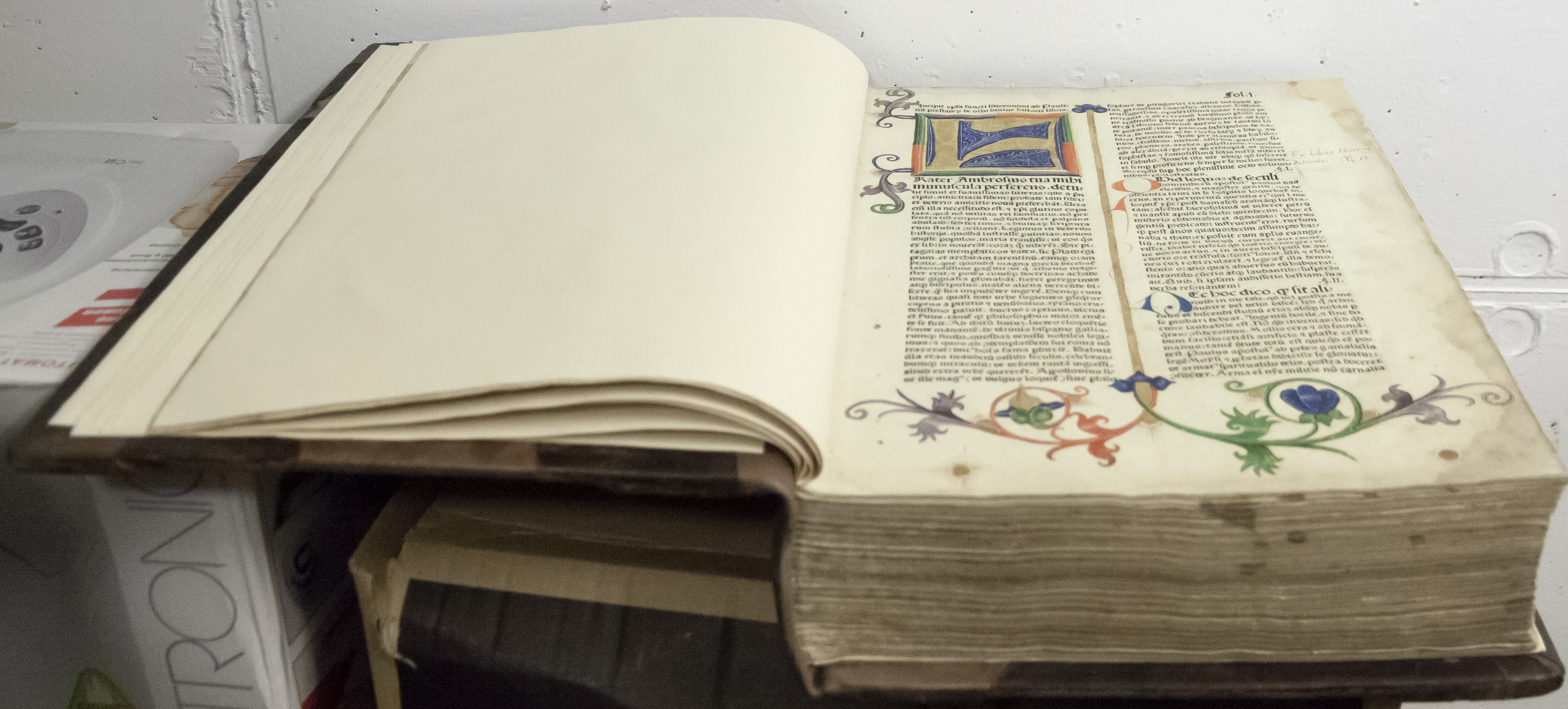
Die Koberger-Bibel ist das älteste Buch im Bestand der Bibliothek.

Der Buchbestand der älteren Administratorensbibliothek ist historisch unsicher. Für das Jahr 1696 ist ein Inventarverzeichnis belegt, das neben landesgeschichtlichen Titeln allgemein historische, theologische, geographische, Geschäfts- und Gebrauchsbücher sowie Landkarten enthält.
Für das Jahr 1797 ist ein erster vollständiger Katalog für die Administratorenbibliothek überliefert. Zu diesem Zeitpunkt umfasste der Bestand 241 Titel, darunter 24 Periodica, mit einem Schwerpunkt auf staatswissenschaftlicher, landeskundlicher und historischer Literatur. Ein gedruckter Katalog aus dem Jahr 1901 nennt 1687 Titel.
1965 waren es 18.000 Bände, Ende der 1980er-Jahre ca. 100.000 Bände. 2015 befanden sich 115.000 Bände und 640 laufende Zeitschriften im Bestand der Bibliothek, der insgesamt 200.000 konventionelle und digitale Einheiten umfasste. Bis 2022 ist der Bestand auf mehr als 200.000 Bücher und ein umfangreiches Bildarchiv mit mehr als 100.000 Objekten angewachsen. Insgesamt liegt die Kapazität der Bibliothek bei 265.000 Bänden. Jedes Jahr kommen etwa 2500 bis 3000 Neuerwerbungen hinzu.
Neben den eigenen Beständen verwahrt die Landschaftsbibliothek bedeutende Buchbestände als Deposita. Größter Einzelposten ist hier die Bibliothek des ersten preußischen Regierungspräsidenten Christoph Friedrich von Derschau (1714–1799) mit 10.525 Titeln (dazu kommen 3,6 Meter noch nicht katalogisierter Dissertationen), darunter 3 Inkunabeln, 7 Titel bis 1520, 60 Titel bis 1550, 381 Titel aus der zweiten Hälfte des 16. Jhs., 1168 Titel aus der ersten Hälfte und 2934 aus der zweiten Hälfte des 17. Jahrhunderts, 4193 Titel aus der ersten Hälfte und 1779 Titel aus der zweiten Hälfte des 18. Jahrhunderts. Derschau hatte seine Bücher testamentarisch dem Land Preußen vererbt mit der Auflage, sie in Aurich zu belassen. Zudem empfahl er, sie zum Grundstock einer Landesbibliothek zu machen.
Die noch während der Regierungszeit Friedrichs II. 1764 angelegte Regierungsbibliothek der Kriegs- und Domänenkammer umfasst 1845 Titel. Drittes großes Depositum ist die alte Gymnasialbibliothek des Auricher Ulricianums mit 6627 Bänden.

## Tageszeitungen
Die Landschaftsbibliothek archiviert die Print-Ausgaben der Ostfriesen-Zeitung, der Ostfriesischen Nachrichten und des Ostfriesischen Kuriers. Die Nordwest-Zeitung bietet Lokalausgaben für alle ostfriesischen Kommunen seit dem 8. September 2020 an. Sie erscheinen ausschließlich online. Eine Archivierung ist daher nicht möglich.

## Digitale Bibliothek
Die digitale Bibliothek der ostfriesischen Landschaft umfasst digitalisierte historische Werke zur Landesgeschichte. Daneben werden neuere wissenschaftliche Veröffentlichungen in elektronischer Form zur freien Einsicht angeboten. So sind dort die Ausgaben des Emder Jahrbuchs von 1875 bis 1942, die digitalisierte Version des Biographischen Lexikons für Ostfriesland, die Historische Ortsdatenbank für Ostfriesland, die Flurnamensammlung der Ostfriesischen Landschaft und neue wissenschaftliche Online-Publikationen zu finden.

## Gebäude

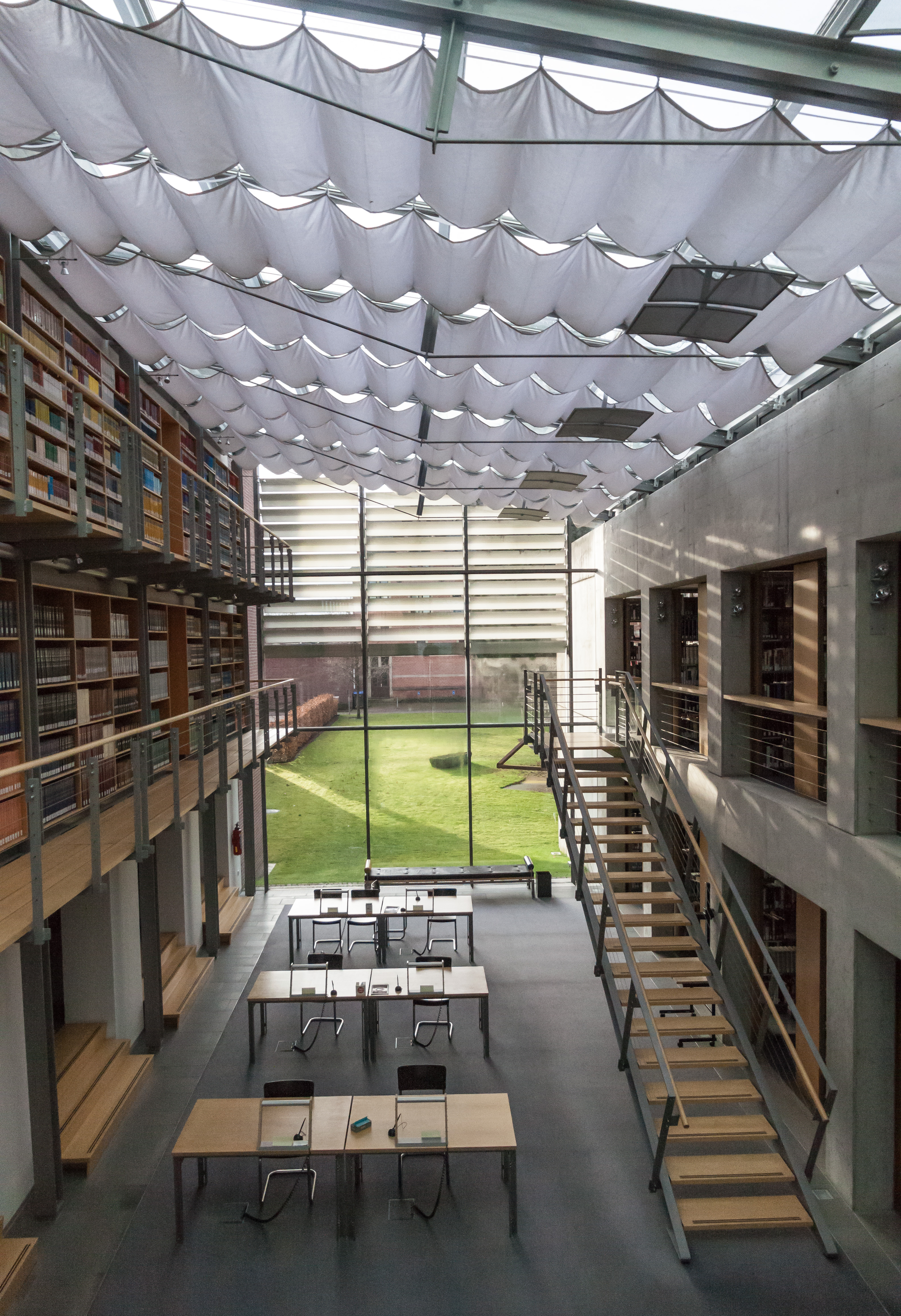
Blick in die Bibliothek

Das Gebäude der Landschaftsbibliothek wurde 1992 nach Plänen der Architektengemeinschaft Arnke, Göken und Häntsch (Berlin und Oldenburg) errichtet. Diese bezogen die Räumlichkeiten der alten Bibliothek mit in ihr Konzept ein und versuchten, der Öffentlichkeit der Bibliothek mit ihrem Entwurf Rechnung zu tragen. Der Eingangsbereich ist mit einer Glasfront versehen, die Einblicke in den auf zwei Ebenen verteilten Freihandbereich für 30.000 Bände erlaubt. Zudem wurde der Eingang an den Carolinengang, einen stark frequentierten Fußweg der Auricher Innenstadt, verlegt. Vom alten Baubestand wurde der Magazinturm übernommen. Das 3. Obergeschoss dient seither zur Unterbringung des landeskundlichen Bildarchivs, das 1. und 2. Obergeschoss werden als Buchmagazin für 40.000 Bände genutzt. Das Erdgeschoss wird heute als Freihandbereich genutzt. Hier finden noch einmal 10.000 Bände Platz. Neu errichtet wurde auch der Magazinriegel. Er liegt quer über der Lesehalle und dem Freihandbereich und kann bis zu 180.000 Bände aufnehmen.
Den Vorplatz am Eingangsbereich ziert eine von dem Berliner Bildhauer Christian Schneider-Moll stilisierte Fassung des Wappens der Ostfriesischen Landschaft.
Das Gebäude wurde mehrfach ausgezeichnet. 1996 erhielt es eine Anerkennung beim Balthasar-Neumann-Preis. Im selben Jahr wurde es vom Land Niedersachsen beim Tag der Architektur am 30. Juni als eines der Vorzeigeobjekte ausgewählt. 1997 erhielt es den Weser-Ems-Preis für Architektur und Ingenieurbau der OLB-Stiftung.